# Campionato mondiale femminile under 20 di pallavolo 2019
Il campionato mondiale femminile under 20 di pallavolo 2019 si è svolto dal 12 al 21 luglio 2019 a Aguascalientes e León, in Messico: al torneo hanno partecipato sedici squadre nazionali under 20 e la vittoria finale è andata per la prima volta al Giappone.

## Impianti
|                                                                                   |                                                                    |  |
|                                                                                   |                                                                    |  |
| Hermanos Carreon Stadium Città: Aguascalientes Capienza: 3 000 Anno d'apertura: - | Domo de la Feria Città: León Capienza: 5 000 Anno d'apertura: 1980 |  |

## Regolamento

### Formula
Le squadre hanno disputato una prima fase a gironi con formula del girone all'italiana; al termine della prima fase le prime due classificate di ogni girone hanno acceduto ai gironi E e F, mentre le ultime due classificate di ogni girone ha acceduto ai gironi G e H. Le squadre hanno disputato una seconda fase a gironi con formula del girone all'italiana; al termine della seconda fase:
- Le prime due classificate del girone E e F hanno acceduto alla fase finale per il primo posto, strutturata in semifinali, finale per il terzo posto e finale.
- Le ultime due classificate del girone E e F hanno acceduto alla fase finale per il quinto posto, strutturata in semifinali, finale per il settimo posto e finale per il quinto posto.
- Le prime due classificate del girone G e H hanno acceduto alla fase finale per il nono posto, strutturata in semifinali, finale per l'undicesimo posto e finale per il nono posto.
- Le ultime due classificate del girone G e H hanno acceduto alla fase finale per il tredicesimo posto, strutturata in semifinali, finale per il quindicesimo posto e finale per il tredicesimo posto.

### Criteri di classifica
Se il risultato finale è stato di 3-0 o 3-1 sono stati assegnati 3 punti alla squadra vincente e 0 a quella sconfitta, se il risultato finale è stato di 3-2 sono stati assegnati 2 punti alla squadra vincente e 1 a quella sconfitta.
L'ordine del posizionamento in classifica è stato definito in base a:
- Numero di partite vinte;
- Punti;
- Ratio dei set vinti/persi;
- Ratio dei punti realizzati/subiti;
- Risultati degli scontri diretti.

## Squadre partecipanti
| Squadra         | Qualificazione                                      | Ultima partecipazione |
| --------------- | --------------------------------------------------- | --------------------- |
| Argentina       | 2ª al campionato sudamericano under 20 2018         | Messico 2017          |
| Brasile         | 1ª al campionato sudamericano under 20 2018         | Messico 2017          |
| Cina            | 2ª al campionato asiatico e oceaniano under 19 2018 | Messico 2017          |
| Cuba            | 1ª alla Coppa panamericana under 20 2019            | Messico 2017          |
| Egitto          | 1ª al campionato africano under 20 2018             | Messico 2017          |
| Giappone        | 1ª al campionato asiatico e oceaniano under 19 2018 | Messico 2017          |
| Italia          | 1ª al campionato europeo under 19 2018              | Messico 2017          |
| Messico         | Paese organizzatore                                 | Messico 2017          |
| Perù            | 13ª nel ranking FIVB under 20                       | Messico 2017          |
| Polonia         | 6ª nel ranking FIVB under 20                        | Messico 2017          |
| Rep. Dominicana | 9ª nel ranking FIVB under 20                        | Messico 2017          |
| Ruanda          | 2ª al campionato africano under 20 2018             | Debutto               |
| Russia          | 2ª al campionato europeo under 19 2018              | Messico 2017          |
| Serbia          | 13ª nel ranking FIVB under 20                       | Messico 2017          |
| Stati Uniti     | 1ª al campionato nordamericano under 20 2018        | Messico 2017          |
| Turchia         | 4ª nel ranking FIVB under 20                        | Messico 2017          |

## Torneo

### Prima fase
I gironi sono stati sorteggiati il 18 giugno 2019 a León.
| Girone A    | Girone B | Girone C  | Girone D        |
| ----------- | -------- | --------- | --------------- |
| Cuba        | Cina     | Argentina | Brasile         |
| Italia      | Egitto   | Russia    | Giappone        |
| Messico     | Perù     | Serbia    | Rep. Dominicana |
| Stati Uniti | Polonia  | Turchia   | Ruanda          |

#### Girone A

##### Risultati
| 12 luglio 2019 Hermanos Carreon Stadium, Aguascalientes Durata: 1h:48 - Spettatori: ?     | Stati Uniti | 1 - 3 | Italia      | 26-28, 25-18, 28-30, 22-25 |
| 12 luglio 2019 Hermanos Carreon Stadium, Aguascalientes Durata: 1h:35 - Spettatori: 2 000 | Messico     | 3 - 1 | Cuba        | 25-16, 18-25, 25-17, 25-23 |
| 13 luglio 2019 Hermanos Carreon Stadium, Aguascalientes Durata: 1h:09 - Spettatori: 600   | Cuba        | 0 - 3 | Italia      | 20-25, 13-25, 17-25        |
| 13 luglio 2019 Hermanos Carreon Stadium, Aguascalientes Durata: 1h:16 - Spettatori: 3 200 | Messico     | 0 - 3 | Stati Uniti | 17-25, 23-25, 21-25        |
| 14 luglio 2019 Hermanos Carreon Stadium, Aguascalientes Durata: 1h:12 - Spettatori: 700   | Stati Uniti | 3 - 0 | Cuba        | 25-20, 25-23, 25-20        |
| 14 luglio 2019 Hermanos Carreon Stadium, Aguascalientes Durata: 1h:12 - Spettatori: 3 200 | Italia      | 3 - 0 | Messico     | 26-24, 25-21, 25-15        |

##### Classifica
| Pos | Squadra     | Pt | G | V | P | SV | SP | Ratio | PF  | PS  | Ratio |
| --- | ----------- | -- | - | - | - | -- | -- | ----- | --- | --- | ----- |
| 1   | Italia      | 9  | 3 | 3 | 0 | 9  | 1  | 9,000 | 252 | 211 | 1,194 |
| 2   | Stati Uniti | 6  | 3 | 2 | 1 | 7  | 3  | 2,333 | 251 | 225 | 1,116 |
| 3   | Messico     | 3  | 3 | 1 | 2 | 3  | 7  | 0,429 | 214 | 232 | 0,922 |
| 4   | Cuba        | 0  | 3 | 0 | 3 | 1  | 9  | 0,111 | 194 | 243 | 0,798 |

#### Girone B

##### Risultati
| 12 luglio 2019 Domo de la Feria, León Durata: 2h:21 - Spettatori: 900   | Cina    | 2 - 3 | Perù    | 27-29, 25-18, 19-25, 25-20, 17-19 |
| 12 luglio 2019 Domo de la Feria, León Durata: 1h:07 - Spettatori: 900   | Polonia | 3 - 0 | Egitto  | 25-17, 25-14, 25-11               |
| 13 luglio 2019 Domo de la Feria, León Durata: 1h:15 - Spettatori: 400   | Perù    | 3 - 0 | Egitto  | 25-16, 25-15, 25-16               |
| 13 luglio 2019 Domo de la Feria, León Durata: 2h:02 - Spettatori: 2 500 | Cina    | 3 - 2 | Polonia | 23-25, 25-17, 25-12, 25-27, 15-5  |
| 14 luglio 2019 Domo de la Feria, León Durata: 1h:19 - Spettatori: 1 000 | Polonia | 3 - 0 | Perù    | 25-22, 25-20, 25-20               |
| 14 luglio 2019 Domo de la Feria, León Durata: 1h:09 - Spettatori: 3 000 | Egitto  | 0 - 3 | Cina    | 18-25, 20-25, 13-25               |

##### Classifica
| Pos | Squadra | Pt | G | V | P | SV | SP | Ratio | PF  | PS  | Ratio |
| --- | ------- | -- | - | - | - | -- | -- | ----- | --- | --- | ----- |
| 1   | Polonia | 7  | 3 | 2 | 1 | 8  | 3  | 2,667 | 236 | 217 | 1,088 |
| 2   | Cina    | 6  | 3 | 2 | 1 | 8  | 5  | 1,600 | 301 | 248 | 1,214 |
| 3   | Perù    | 5  | 3 | 2 | 1 | 6  | 5  | 1,200 | 248 | 235 | 1,055 |
| 4   | Egitto  | 0  | 3 | 0 | 3 | 0  | 9  | 0,000 | 140 | 225 | 0,622 |

#### Girone C

##### Risultati
| 12 luglio 2019 Domo de la Feria, León Durata: 2h:00 - Spettatori: 3 000 | Russia    | 3 - 1 | Serbia    | 25-21, 30-28, 21-25, 25-22        |
| 12 luglio 2019 Domo de la Feria, León Durata: 2h:14 - Spettatori: 1 300 | Turchia   | 3 - 2 | Argentina | 23-25, 25-18, 25-21, 21-25, 15-7  |
| 13 luglio 2019 Domo de la Feria, León Durata: 1h:58 - Spettatori: 4 000 | Serbia    | 3 - 2 | Argentina | 13-25, 19-25, 25-22, 25-12, 15-13 |
| 13 luglio 2019 Domo de la Feria, León Durata: 2h:04 - Spettatori: 2 900 | Russia    | 3 - 2 | Turchia   | 25-12, 25-17, 16-25, 20-25, 16-14 |
| 14 luglio 2019 Domo de la Feria, León Durata: 2h:03 - Spettatori: 3 960 | Turchia   | 3 - 2 | Serbia    | 18-25, 25-23, 25-23, 16-25, 15-8  |
| 14 luglio 2019 Domo de la Feria, León Durata: 1h:16 - Spettatori: 3 000 | Argentina | 0 - 3 | Russia    | 21-25, 16-25, 20-25               |

##### Classifica
| Pos | Squadra   | Pt | G | V | P | SV | SP | Ratio | PF  | PS  | Ratio |
| --- | --------- | -- | - | - | - | -- | -- | ----- | --- | --- | ----- |
| 1   | Russia    | 8  | 3 | 3 | 0 | 9  | 3  | 3,000 | 278 | 246 | 1,130 |
| 2   | Turchia   | 5  | 3 | 2 | 1 | 8  | 7  | 1,143 | 301 | 302 | 0,997 |
| 3   | Serbia    | 3  | 3 | 1 | 2 | 6  | 8  | 0,750 | 297 | 297 | 1,000 |
| 4   | Argentina | 2  | 3 | 0 | 3 | 4  | 9  | 0,444 | 250 | 281 | 0,890 |

#### Girone D

##### Risultati
| 12 luglio 2019 Hermanos Carreon Stadium, Aguascalientes Durata: 0h:55 - Spettatori: 1 000 | Giappone        | 3 - 0 | Ruanda          | 25-8, 25-9, 25-4    |
| 12 luglio 2019 Hermanos Carreon Stadium, Aguascalientes Durata: 1h:09 - Spettatori: 1 200 | Brasile         | 3 - 0 | Rep. Dominicana | 25-12, 25-11, 25-20 |
| 13 luglio 2019 Hermanos Carreon Stadium, Aguascalientes Durata: 1h:06 - Spettatori: 800   | Ruanda          | 0 - 3 | Rep. Dominicana | 19-25, 15-25, 14-25 |
| 13 luglio 2019 Hermanos Carreon Stadium, Aguascalientes Durata: ? - Spettatori: ?         | Giappone        | 3 - 0 | Brasile         | 26-24, 25-22, 25-19 |
| 14 luglio 2019 Hermanos Carreon Stadium, Aguascalientes Durata: 1h:00 - Spettatori: 1 200 | Brasile         | 3 - 0 | Ruanda          | 25-8, 25-9, 25-13   |
| 14 luglio 2019 Hermanos Carreon Stadium, Aguascalientes Durata: 1h:12 - Spettatori: 1 800 | Rep. Dominicana | 0 - 3 | Giappone        | 15-25, 21-25, 23-25 |

##### Classifica
| Pos | Squadra         | Pt | G | V | P | SV | SP | Ratio | PF  | PS  | Ratio |
| --- | --------------- | -- | - | - | - | -- | -- | ----- | --- | --- | ----- |
| 1   | Giappone        | 9  | 3 | 3 | 0 | 9  | 0  | MAX   | 226 | 145 | 1,559 |
| 2   | Brasile         | 6  | 3 | 2 | 1 | 6  | 3  | 2,000 | 215 | 149 | 1,443 |
| 3   | Rep. Dominicana | 3  | 3 | 1 | 2 | 3  | 6  | 0,500 | 177 | 198 | 0,894 |
| 4   | Ruanda          | 0  | 3 | 0 | 3 | 0  | 9  | 0,000 | 99  | 225 | 0,440 |

### Seconda fase
| Girone E | Girone F    | Girone G | Girone H        |
| -------- | ----------- | -------- | --------------- |
| Brasile  | Giappone    | Egitto   | Argentina       |
| Cina     | Polonia     | Messico  | Cuba            |
| Italia   | Stati Uniti | Ruanda   | Perù            |
| Russia   | Turchia     | Serbia   | Rep. Dominicana |

#### Girone E

##### Risultati
| 16 luglio 2019 Hermanos Carreon Stadium, Aguascalientes Durata: 1h:22 - Spettatori: 500   | Italia | 3 - 0 | Brasile | 27-25, 25-21, 25-18               |
| 16 luglio 2019 Hermanos Carreon Stadium, Aguascalientes Durata: 1h:10 - Spettatori: 1 000 | Cina   | 0 - 3 | Russia  | 15-25, 14-25, 23-25               |
| 17 luglio 2019 Hermanos Carreon Stadium, Aguascalientes Durata: 1h:27 - Spettatori: 750   | Russia | 0 - 3 | Brasile | 22-25, 23-25, 14-25               |
| 17 luglio 2019 Hermanos Carreon Stadium, Aguascalientes Durata: 1h:10 - Spettatori: 800   | Italia | 3 - 0 | Cina    | 25-19, 25-22, 25-20               |
| 18 luglio 2019 Hermanos Carreon Stadium, Aguascalientes Durata: 2h:03 - Spettatori: 900   | Cina   | 3 - 2 | Brasile | 25-21, 23-25, 25-20, 20-25, 15-11 |
| 18 luglio 2019 Hermanos Carreon Stadium, Aguascalientes Durata: 2h:08 - Spettatori: 2 000 | Italia | 2 - 3 | Russia  | 25-22, 25-21, 21-25, 20-25, 11-15 |

##### Classifica
| Pos | Squadra | Pt | G | V | P | SV | SP | Ratio | PF  | PS  | Ratio |
| --- | ------- | -- | - | - | - | -- | -- | ----- | --- | --- | ----- |
| 1   | Italia  | 7  | 3 | 2 | 1 | 8  | 3  | 2,667 | 254 | 233 | 1,090 |
| 2   | Russia  | 5  | 3 | 2 | 1 | 6  | 5  | 1,200 | 242 | 229 | 1,057 |
| 3   | Brasile | 4  | 3 | 1 | 2 | 5  | 6  | 0,833 | 241 | 244 | 0,988 |
| 4   | Cina    | 2  | 3 | 1 | 2 | 3  | 8  | 0,375 | 221 | 252 | 0,877 |

#### Girone F

##### Risultati
| 16 luglio 2019 Hermanos Carreon Stadium, Aguascalientes Durata: 1h:48 - Spettatori: 2 000 | Polonia     | 1 - 3 | Turchia     | 26-24, 23-25, 21-25, 18-25        |
| 16 luglio 2019 Hermanos Carreon Stadium, Aguascalientes Durata: 1h:11 - Spettatori: 2 200 | Stati Uniti | 0 - 3 | Giappone    | 18-25, 15-25, 20-25               |
| 17 luglio 2019 Hermanos Carreon Stadium, Aguascalientes Durata: 1h:58 - Spettatori: 1 500 | Giappone    | 3 - 2 | Turchia     | 22-25, 20-25, 25-15, 25-19, 18-16 |
| 17 luglio 2019 Hermanos Carreon Stadium, Aguascalientes Durata: 1h:15 - Spettatori: 1 800 | Polonia     | 3 - 0 | Stati Uniti | 25-18, 25-20, 25-23               |
| 18 luglio 2019 Hermanos Carreon Stadium, Aguascalientes Durata: 1h:31 - Spettatori: 2 500 | Stati Uniti | 0 - 3 | Turchia     | 23-25, 20-25, 30-32               |
| 18 luglio 2019 Hermanos Carreon Stadium, Aguascalientes Durata: 1h:45 - Spettatori: 2 500 | Polonia     | 1 - 3 | Giappone    | 20-25, 26-24, 21-25, 19-25        |

##### Classifica
| Pos | Squadra     | Pt | G | V | P | SV | SP | Ratio | PF  | PS  | Ratio |
| --- | ----------- | -- | - | - | - | -- | -- | ----- | --- | --- | ----- |
| 1   | Giappone    | 8  | 3 | 3 | 0 | 9  | 3  | 3,000 | 284 | 239 | 1,188 |
| 2   | Turchia     | 7  | 3 | 2 | 1 | 8  | 4  | 2,000 | 281 | 271 | 1,037 |
| 3   | Polonia     | 3  | 3 | 1 | 2 | 5  | 6  | 0,833 | 249 | 259 | 0,961 |
| 4   | Stati Uniti | 0  | 3 | 0 | 3 | 0  | 9  | 0,000 | 187 | 232 | 0,806 |

#### Girone G

##### Risultati
| 16 luglio 2019 Domo de la Feria, León Durata: 1h:07 - Spettatori: 350   | Egitto  | 0 - 3 | Serbia | 20-25, 15-25, 15-25        |
| 16 luglio 2019 Domo de la Feria, León Durata: 1h:06 - Spettatori: 3 450 | Messico | 3 - 0 | Ruanda | 25-14, 25-17, 25-16        |
| 17 luglio 2019 Domo de la Feria, León Durata: 0h:56 - Spettatori: 120   | Serbia  | 3 - 0 | Ruanda | 25-12, 25-12, 25-12        |
| 17 luglio 2019 Domo de la Feria, León Durata: 1h:10 - Spettatori: 1 500 | Messico | 3 - 0 | Egitto | 25-20, 25-17, 25-15        |
| 18 luglio 2019 Domo de la Feria, León Durata: 1h:08 - Spettatori: 300   | Egitto  | 3 - 0 | Ruanda | 25-18, 25-18, 25-19        |
| 18 luglio 2019 Domo de la Feria, León Durata: 1h:43 - Spettatori: 4 100 | Messico | 3 - 1 | Serbia | 21-25, 25-19, 25-21, 25-18 |

##### Classifica
| Pos | Squadra | Pt | G | V | P | SV | SP | Ratio | PF  | PS  | Ratio |
| --- | ------- | -- | - | - | - | -- | -- | ----- | --- | --- | ----- |
| 1   | Messico | 9  | 3 | 3 | 0 | 9  | 1  | 9,000 | 246 | 182 | 1,352 |
| 2   | Serbia  | 6  | 3 | 2 | 1 | 7  | 2  | 2,333 | 233 | 182 | 1,280 |
| 3   | Egitto  | 3  | 3 | 1 | 2 | 3  | 6  | 0,500 | 177 | 205 | 0,863 |
| 4   | Ruanda  | 0  | 3 | 0 | 3 | 0  | 9  | 0,000 | 138 | 225 | 0,613 |

#### Girone H

##### Risultati
| 16 luglio 2019 Domo de la Feria, León Durata: 1h:22 - Spettatori: 300   | Perù            | 0 - 3 | Argentina       | 23-25, 17-25, 22-25               |
| 16 luglio 2019 Domo de la Feria, León Durata: 2h:00 - Spettatori: 2 000 | Cuba            | 2 - 3 | Rep. Dominicana | 20-25, 20-25, 25-22, 25-19, 16-18 |
| 17 luglio 2019 Domo de la Feria, León Durata: 1h:15 - Spettatori: 600   | Rep. Dominicana | 0 - 3 | Argentina       | 19-25, 16-25, 21-25               |
| 17 luglio 2019 Domo de la Feria, León Durata: 1h:16 - Spettatori: 1 200 | Perù            | 3 - 0 | Cuba            | 27-25, 25-13, 25-20               |
| 18 luglio 2019 Domo de la Feria, León Durata: 1h:39 - Spettatori: 1 000 | Cuba            | 1 - 3 | Argentina       | 22-25, 17-25, 25-18, 19-25        |
| 18 luglio 2019 Domo de la Feria, León Durata: 1h:44 - Spettatori: 900   | Perù            | 3 - 1 | Rep. Dominicana | 18-25, 25-23, 25-19, 25-22        |

##### Classifica
| Pos | Squadra         | Pt | G | V | P | SV | SP | Ratio | PF  | PS  | Ratio |
| --- | --------------- | -- | - | - | - | -- | -- | ----- | --- | --- | ----- |
| 1   | Argentina       | 9  | 3 | 3 | 0 | 9  | 1  | 9,000 | 243 | 201 | 1,209 |
| 2   | Perù            | 6  | 3 | 2 | 1 | 6  | 4  | 1,500 | 232 | 222 | 1,045 |
| 3   | Rep. Dominicana | 2  | 3 | 1 | 2 | 4  | 8  | 0,500 | 254 | 274 | 0,927 |
| 4   | Cuba            | 1  | 3 | 0 | 3 | 3  | 9  | 0,333 | 247 | 279 | 0,885 |

### Fase finale

#### Finali 1º e 3º posto
|  | Semifinali | Semifinali | Semifinali |        |          | Finale 1º/2º posto | Finale 1º/2º posto | Finale 1º/2º posto |  |
|  |            |            |            |        |          |                    |                    |                    |  |
|  | Giappone   | Giappone   | 3          |        |          |                    |                    |                    |  |
|  | Giappone   | Giappone   | 3          |        |          |                    |                    |                    |  |
|  | Russia     | Russia     | 2          |        |          |                    |                    |                    |  |
|  | Russia     | Russia     | 2          |        | Giappone | Giappone           | 3                  |                    |  |
|  |            |            |            |        | Giappone | Giappone           | 3                  |                    |  |
|  |            |            | Italia     | Italia | 2        |                    |                    |                    |  |
|  | Italia     | Italia     | Italia     | Italia | 2        | 3                  |                    |                    |  |
|  | Italia     | Italia     |            |        |          | 3                  |                    |                    |  |
|  | Turchia    | Turchia    | 2          |        |          | Finale 3º/4º posto | Finale 3º/4º posto | Finale 3º/4º posto |  |
|  | Turchia    | Turchia    | 2          |        |          |                    |                    |                    |  |
|  |            |            |            |        |          |                    |                    |                    |  |
|  |            |            |            |        |          | Russia             | Russia             | 3                  |  |
|  |            |            |            |        |          | Russia             | Russia             | 3                  |  |
|  |            |            |            |        |          | Turchia            | Turchia            | 1                  |  |

##### Semifinali
| 20 luglio 2019 Hermanos Carreon Stadium, Aguascalientes Durata: 1h:55 - Spettatori: 2 800 | Giappone | 3 - 2 | Russia  | 18-25, 26-24, 25-13, 18-25, 15-12 |
| 20 luglio 2019 Hermanos Carreon Stadium, Aguascalientes Durata: 2h:17 - Spettatori: 2 800 | Italia   | 3 - 2 | Turchia | 19-25, 24-26, 25-21, 25-16, 18-16 |

##### Finale 3º posto
| 21 luglio 2019 Hermanos Carreon Stadium, Aguascalientes Durata: 1h:50 - Spettatori: 3 300 | Russia | 3 - 1 | Turchia | 25-22, 26-28, 25-19, 29-27 |

##### Finale 1º posto
| 21 luglio 2019 Hermanos Carreon Stadium, Aguascalientes Durata: 2h:00 - Spettatori: 3 500 | Giappone | 3 - 2 | Italia | 23-25, 21-25, 25-20, 25-19, 15-12 |

#### Finali 5º e 7º posto
|  | Semifinali  | Semifinali  | Semifinali |         |         | Finale 5º/6º posto | Finale 5º/6º posto | Finale 5º/6º posto |  |
|  |             |             |            |         |         |                    |                    |                    |  |
|  | Brasile     | Brasile     | 3          |         |         |                    |                    |                    |  |
|  | Brasile     | Brasile     | 3          |         |         |                    |                    |                    |  |
|  | Stati Uniti | Stati Uniti | 1          |         |         |                    |                    |                    |  |
|  | Stati Uniti | Stati Uniti | 1          |         | Brasile | Brasile            | 2                  |                    |  |
|  |             |             |            |         | Brasile | Brasile            | 2                  |                    |  |
|  |             |             | Polonia    | Polonia | 3       |                    |                    |                    |  |
|  | Polonia     | Polonia     | Polonia    | Polonia | 3       | 3                  |                    |                    |  |
|  | Polonia     | Polonia     |            |         |         | 3                  |                    |                    |  |
|  | Cina        | Cina        | 2          |         |         | Finale 7º/8º posto | Finale 7º/8º posto | Finale 7º/8º posto |  |
|  | Cina        | Cina        | 2          |         |         |                    |                    |                    |  |
|  |             |             |            |         |         |                    |                    |                    |  |
|  |             |             |            |         |         | Stati Uniti        | Stati Uniti        | 0                  |  |
|  |             |             |            |         |         | Stati Uniti        | Stati Uniti        | 0                  |  |
|  |             |             |            |         |         | Cina               | Cina               | 3                  |  |

##### Semifinali
| 20 luglio 2019 Hermanos Carreon Stadium, Aguascalientes Durata: 1h:26 - Spettatori: 800   | Brasile | 3 - 1 | Stati Uniti | 25-15, 14-25, 25-9, 25-15         |
| 20 luglio 2019 Hermanos Carreon Stadium, Aguascalientes Durata: 1h:57 - Spettatori: 1 800 | Polonia | 3 - 2 | Cina        | 27-25, 25-15, 23-25, 14-25, 15-12 |

##### Finale 7º posto
| 21 luglio 2019 Hermanos Carreon Stadium, Aguascalientes Durata: 1h:13 - Spettatori: 1 500 | Stati Uniti | 0 - 3 | Cina | 20-25, 19-25, 20-25 |

##### Finale 5º posto
| 21 luglio 2019 Hermanos Carreon Stadium, Aguascalientes Durata: 1h:58 - Spettatori: 2 500 | Brasile | 2 - 3 | Polonia | 19-25, 25-17, 25-14, 20-25, 10-15 |

#### Finali 9º e 11º posto
|  | Semifinali | Semifinali | Semifinali |         |        | Finale 9º/10º posto  | Finale 9º/10º posto  | Finale 9º/10º posto  |  |
|  |            |            |            |         |        |                      |                      |                      |  |
|  | Argentina  | Argentina  | 1          |         |        |                      |                      |                      |  |
|  | Argentina  | Argentina  | 1          |         |        |                      |                      |                      |  |
|  | Serbia     | Serbia     | 3          |         |        |                      |                      |                      |  |
|  | Serbia     | Serbia     | 3          |         | Serbia | Serbia               | 3                    |                      |  |
|  |            |            |            |         | Serbia | Serbia               | 3                    |                      |  |
|  |            |            | Messico    | Messico | 0      |                      |                      |                      |  |
|  | Messico    | Messico    | Messico    | Messico | 0      | 3                    |                      |                      |  |
|  | Messico    | Messico    |            |         |        | 3                    |                      |                      |  |
|  | Perù       | Perù       | 2          |         |        | Finale 11º/12º posto | Finale 11º/12º posto | Finale 11º/12º posto |  |
|  | Perù       | Perù       | 2          |         |        |                      |                      |                      |  |
|  |            |            |            |         |        |                      |                      |                      |  |
|  |            |            |            |         |        | Argentina            | Argentina            | 3                    |  |
|  |            |            |            |         |        | Argentina            | Argentina            | 3                    |  |
|  |            |            |            |         |        | Perù                 | Perù                 | 1                    |  |

##### Semifinali
| 20 luglio 2019 Domo de la Feria, León Durata: ? - Spettatori: ?         | Argentina | 1 - 3 | Serbia | 17-25, 20-25, 25-23, 19-25        |
| 20 luglio 2019 Domo de la Feria, León Durata: 1h:53 - Spettatori: 4 100 | Messico   | 3 - 2 | Perù   | 23-25, 20-25, 25-17, 25-12, 15-10 |

##### Finale 11º posto
| 21 luglio 2019 Domo de la Feria, León Durata: 1h:52 - Spettatori: 1 200 | Argentina | 3 - 1 | Perù | 25-23, 25-18, 23-25, 26-24 |

##### Finale 9º posto
| 21 luglio 2019 Domo de la Feria, León Durata: 1h:18 - Spettatori: 3 350 | Serbia | 3 - 0 | Messico | 25-23, 25-18, 25-22 |

#### Finali 13º e 15º posto
|  | Semifinali      | Semifinali      | Semifinali      |                 |      | Finale 13º/14º posto | Finale 13º/14º posto | Finale 13º/14º posto |  |
|  |                 |                 |                 |                 |      |                      |                      |                      |  |
|  | Egitto          | Egitto          | 1               |                 |      |                      |                      |                      |  |
|  | Egitto          | Egitto          | 1               |                 |      |                      |                      |                      |  |
|  | Cuba            | Cuba            | 3               |                 |      |                      |                      |                      |  |
|  | Cuba            | Cuba            | 3               |                 | Cuba | Cuba                 | 0                    |                      |  |
|  |                 |                 |                 |                 | Cuba | Cuba                 | 0                    |                      |  |
|  |                 |                 | Rep. Dominicana | Rep. Dominicana | 3    |                      |                      |                      |  |
|  | Rep. Dominicana | Rep. Dominicana | Rep. Dominicana | Rep. Dominicana | 3    | 3                    |                      |                      |  |
|  | Rep. Dominicana | Rep. Dominicana |                 |                 |      | 3                    |                      |                      |  |
|  | Ruanda          | Ruanda          | 0               |                 |      | Finale 15º/16º posto | Finale 15º/16º posto | Finale 15º/16º posto |  |
|  | Ruanda          | Ruanda          | 0               |                 |      |                      |                      |                      |  |
|  |                 |                 |                 |                 |      |                      |                      |                      |  |
|  |                 |                 |                 |                 |      | Egitto               | Egitto               | 3                    |  |
|  |                 |                 |                 |                 |      | Egitto               | Egitto               | 3                    |  |
|  |                 |                 |                 |                 |      | Ruanda               | Ruanda               | 0                    |  |

##### Semifinali
| 20 luglio 2019 Domo de la Feria, León Durata: 1h:26 - Spettatori: 250 | Egitto          | 1 - 3 | Cuba   | 25-20, 11-25, 13-25, 15-25 |
| 20 luglio 2019 Domo de la Feria, León Durata: 1h:12 - Spettatori: 400 | Rep. Dominicana | 3 - 0 | Ruanda | 25-14, 25-13, 25-21        |

##### Finale 15º posto
| 21 luglio 2019 Domo de la Feria, León Durata: 1h:16 - Spettatori: 80 | Egitto | 3 - 0 | Ruanda | 25-20, 26-24, 26-24 |

##### Finale 13º posto
| 21 luglio 2019 Domo de la Feria, León Durata: 1h:19 - Spettatori: 1 500 | Cuba | 0 - 3 | Rep. Dominicana | 23-25, 24-26, 22-25 |

## Podio

### Campione
Formazione: 1 Miyu Nakagawa, 2 Nichika Yamada, 3 Mayu Ishikawa, 4 Shion Hirayama, 5 Yuki Nishikawa, 6 Haruna Soga, 7 Ameze Miyabe, 8 Ayaka Araki, 9 Minami Nishimura, 10 Rena Mizusugi, 11 Kanon Sonoda, 12 Tsukasa Nakagawa, CT: Noboru Aihara

### Secondo posto
Formazione: 1 Terry Enweonwu, 2 Valeria Battista, 4 Federica Squarcini, 5 Marina Lubian, 9 Fatim Kone, 10 Adhuoljok Malual, 13 Alessia Populini, 14 Sara Panetoni, 15 Loveth Omoruyi, 16 Francesca Scola, 17 Alice Tanase, 18 Rachele Morello, CT: Massimo Bellano

### Terzo posto
Formazione: 1 Varvara Šepeleva, 3 Aleksandra Borisova, 4 Esenija Mišagina, 5 Viktorija Pušina, 7 Ol'ga Zvereva, 8 Ekaterina Pipunyrova, 10 Veronika Rasputnaja, 11 Julija Brovkina, 14 Polina Šemanova, 15 Valerija Ševčuk, 17 Elizaveta Fitisova, 18 Oksana Jakušina, CT: Igor' Kurnosov

## Classifica finale
| Pos | Squadra         |
| --- | --------------- |
|     | Giappone        |
|     | Italia          |
|     | Russia          |
| 4   | Turchia         |
| 5   | Polonia         |
| 6   | Brasile         |
| 7   | Cina            |
| 8   | Stati Uniti     |
| 9   | Serbia          |
| 10  | Messico         |
| 11  | Argentina       |
| 12  | Perù            |
| 13  | Rep. Dominicana |
| 14  | Cuba            |
| 15  | Egitto          |
| 16  | Ruanda          |

## Premi individuali
| Premio                 | Nome             | Squadra  |
| ---------------------- | ---------------- | -------- |
| MVP                    | Mayu Ishikawa    | Giappone |
| Miglior palleggiatrice | Tsukasa Nakagawa | Giappone |
| Miglior opposto        | Terry Enweonwu   | Italia   |
| Miglior schiacciatrice | Haruna Soga      | Giappone |
| Miglior schiacciatrice | Mayu Ishikawa    | Giappone |
| Miglior centrale       | Yulia Brovkina   | Russia   |
| Miglior centrale       | Merve Atlıer     | Turchia  |
| Miglior libero         | Ni Feifan        | Cina     |